# شهرستان شنون (داکوتای جنوبی)
شهرستان شنون، داکوتای جنوبی (به انگلیسی: Shannon County, South Dakota) یک سکونتگاه مسکونی در ایالات متحده آمریکا است که در داکوتای جنوبی واقع شده‌است.

## خصوصیات
شهرستان شنون ۵٬۴۳۰ کیلومترمربع مساحت دارد.